# La Laguna (Los Llanos de Aridane)
La Laguna es una localidad española perteneciente al municipio de Los Llanos de Aridane, situado al suroeste de la isla de La Palma (Canarias). En 2020 contaba con 1645 habitantes. Está formada por los núcleos de La Condesa, La Laguna, Las Martelas y El Pedregal. La localidad quedó parcialmente destruida debido a las coladas de lava de la erupción iniciada el 19 de septiembre de 2021.

## Toponimia
El nombre de la localidad, referenciado ya desde el siglo XVII, parece proceder de una gran charca que se formaba junto al cruce en torno al cual creció la localidad. La Laguna fue denominada también en el pasado como Tajuya de Abajo y La Laguna de Tajuya.

## Geografía
Ubicada al sur de su casco urbano, La Laguna es una localidad del municipio de Los Llanos de Aridane, formando parte de la zona municipal de medianías. La propiedad de la tierra está muy repartida en pequeñas parcelas, predominando el cultivo del plátano y, en menor medida, del aguacate. Al oeste de la localidad se encuentra la montaña de La Laguna, ya dentro del término municipal de Tazacorte, e integrada en el monunento natural de los Volcanes de Aridane.
| Noroeste: Tazacorte | Norte: Triana | Nordeste: El Paso     |
| Oeste: Marina       |               | Este: Tajuya          |
| Suroeste: La Costa  | Sur: Todoque  | Sureste: Los Campitos |

## Historia
El territorio de la actual localidad de La Laguna formaba parte del cantón benahoarita de Tihuya en el momento de la conquista de La Palma. El barrio surge alrededor del cruce de caminos formado por el que unía la cumbre con la costa del valle de Aridane y el que une Los Llanos con la zona costera de Puerto Naos, hoy reconvertido en la carretera LP-213. En 1875 Tajuya de Abajo ya cuenta con escuela.
La llegada del agua en los años 1930 supone el paso de una agricultura de secano a otra enfocada a la caña de azúcar y tomate en primer lugar, y posteriormente del plátano. Durante esos años se funda la sociedad de instrucción y recreo Velia, de gran importancia cultural para La Laguna. En 1966 comienza la construcción iglesia de San Isidro Labrador, realizada íntegramente con la aportación económica y la mano de obra del vecindario. Gracias a las remesas procedentes de la emigración a Venezuela, el barrio experimenta un importante progreso en la segunda mitad del siglo XX.

### Erupción volcánica de 2021

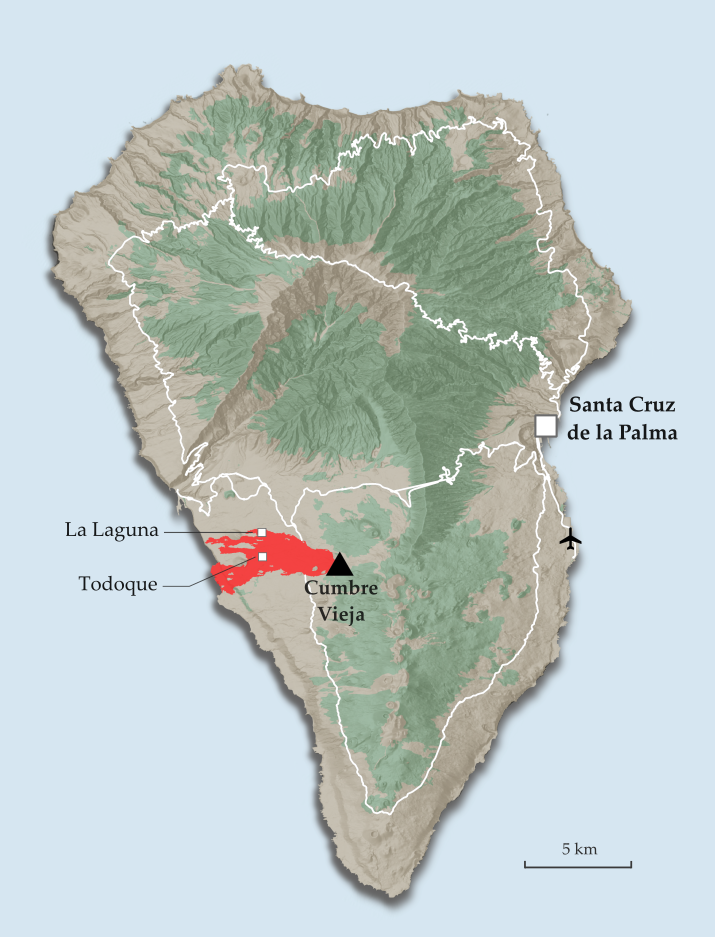
La ubicación de La Laguna dentro de la colada de lava el 23 de noviembre de 2021

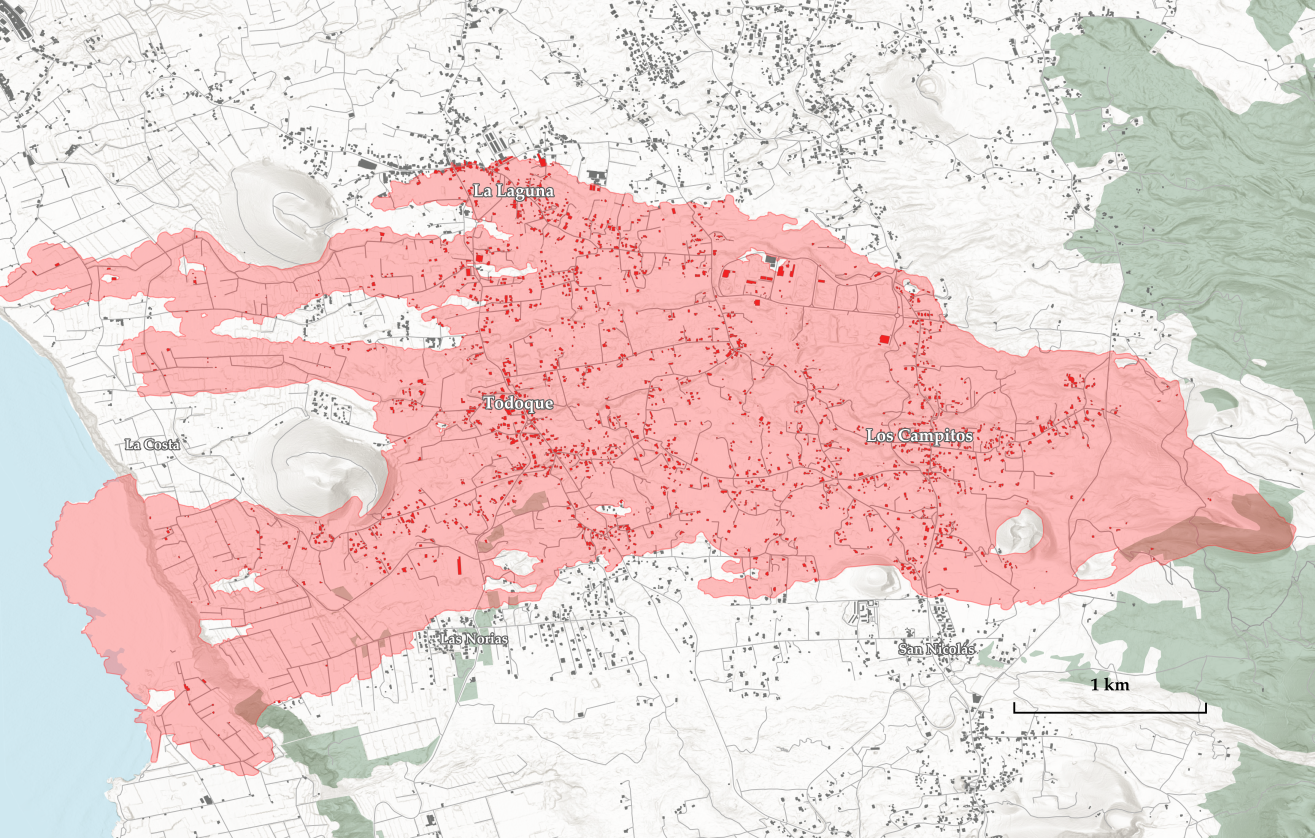
Extensión de la colada de lava con resaltado de edificios destruidos, incluido La Laguna, el 23 de noviembre de 2021

En 2021 su territorio se vio afectado por la erupción volcánica de Cumbre Vieja. El 14 de octubre, la colada de lava alcanzó la localidad y durante los días siguientes cientos de edificaciones fueron destruidas. La parte norte de la localidad todavía está intacta, aunque está amenazada por la colada de lava.

## Demografía
En 1847, bajo la denominación de Tajuya de Abajo, contaba con 390 habitantes. Según el Instituto Nacional de Estadística, en 2020 contaba con 1645 habitantes censados.
| Gráfica de evolución demográfica de La Laguna entre 1847 y 2020 |
| |
| Población según el Diccionario geográfico-estadístico-histórico de España y sus posesiones de Ultramar. Población de derecho (2000-2020) según el padrón municipal del INE Población según el padrón municipal de 2020 del INE. |

## Cultura

### Patrimonio
- Iglesia de San Isidro Labrador (siglo XX).[7]

### Fiestas
- Fiestas patronales en honor a San Isidro Labrador, el 15 de mayo.